# Acianthera johnsonii
Acianthera johnsonii  es una especie de orquídea. 
Se encuentra en Centroamérica.

## Descripción
Es una orquídea de tamaño mediano, que prefiere el clima cálido al fresco y tiene un hábito de crecimiento de litofita-terrestre con 3 a 4  tallos cilíndricos, envueltos completamente por las vainas imbricadas y comprimidos lateralmente, con una sola hoja apical, erecta, elíptica a oblongo-elíptica, aguda, que se estrecha poco a poco abajo en la base conduplicada. Florece en el verano y el otoño en una inflorescencia basal,  racemosa de 5 cm de largo, con 5-7 flores que tienen mal olor.

## Distribución y hábitat
Se encuentra en México, Guatemala, El Salvador, Honduras, Costa Rica y Panamá en los bosques de pino / roble primarios y secundarios en las elevaciones de 1000 a 2450 metros en cortes de carreteras y acantilados.  

## Taxonomía
Acianthera johnsonii fue descrita por (Ames) Pridgeon & M.W.Chase  y publicado en Lindleyana 16(4): 244. 2001.
Etimología
Acianthera: nombre genérico que es una referencia a la posición de las anteras de algunas de sus especies.
johnsonii: epíteto
Sinonimia
- Brenesia costaricensis Schltr.
- Brenesia johnsonii (Ames) Luer
- Pleurothallis johnsonii Ames
- Pleurothallis lateralis L.O.Williams	[3][4]